# Instituto da Água
O INAG, I.P., também conhecido como Instituto da Água foi um organismo do Estado Português que teve como objectivo propor, acompanhar e assegurar a execução e cumprimento das Políticas Nacionais que regulam o sector dos recursos hídricos, de forma a não só zelar pelo cumprimento da Lei da Água, como uma gestão sustentável dela.
Este Instituto foi presidido por Orlando Borges e tinha sede na Avenida Gago Coutinho, em Lisboa.
Em 2013 o INAG foi integrado na Agência Portuguesa do Ambiente e extinto.